# Bò Rubia Gallega
Bò Rubia Gallega, Galicia: 'Rubia Galega', là một giống bò có nguồn gốc từ cộng đồng tự trị Galicia ở phía tây bắc Tây Ban Nha. Giống bò này được nuôi chủ yếu nhằm sản sinh thịt.:143 Bò Rubia Gallega được nuôi khắp Galicia, với khoảng 75% số lượng bò giống này tập trung ở tỉnh Lugo. Bộ lông chúng có thể có màu đỏ vàng, lúa mì hoặc màu quế.:145

## Lịch sử
Sách về giống bò này được viết vào năm 1933. Trong thế kỷ hai mươi đã có một số phép lai với bò Barrosã Bồ Đào Nha, bò Braunvieh Thụy Sĩ, bò Simmental Thụy Sĩ, và giống bò Shorthorn của Anh.:105
Vào cuối năm 2015, tổng số cá thể bò Rubia Gallega đã đăng ký là 39.971 con, trong đó hầu như tất cả đều ở Galicia. Loài này được phân bố khắp cộng đồng tự trị, với khoảng 75% dân số tập trung ở tỉnh Lugo. Nó được tìm thấy đặc biệt ở độ cao trên 550 mét ở khu vực miền núi ở phía bắc của tỉnh Lugo, bao gồm Serra da Carba, Serra de Lourenzá và Serra de Xistral.:74

## Sử dụng
Rubia Gallega chủ yếu được nuôi để sản sinh thịt. Sữa được sử dụng trong sản xuất pho mát Tetilla, đã có chứng nhận Denominación de Origen từ năm 1993 và chứng nhận DOP châu Âu từ năm 1996. Rubia Gallega có một tính cách yên tĩnh và phù hợp cho công việc đồng áng; Tuy nhiên, nó khá chậm so với các giống bò khác.:109